# Zespół Szkół Łączności w Warszawie
Zespół Szkół Łączności w Warszawie – zespół szkół średnich znajdujący się na Saskiej Kępie, w dzielnicy Praga-Południe w Warszawie.
Został utworzony został w 1921 roku, od 1963 ma siedzibę przy al. Stanów Zjednoczonych 24. W skład zespołu szkół wchodzi: Technikum Łączności im. prof. Janusza Groszkowskiego, XCVI Liceum Ogólnokształcące im. Agnieszki Osieckiej, Szkoła Branżowa I stopnia Nr 55 i Policealne Studium Łączności.

## Historia
Szkoła utworzona została w 1921 roku, gdy w Polsce po przeszło 100-letnim okresie zaborów istniało szczególne zapotrzebowanie na pracowników sieci telefonicznej.
„Szkoła Techniczna” – bo tak się wtedy nazywała – była pierwszą w Polsce tego typu placówką oświatową. Liczyła 25 uczniów. Jej pierwszym dyrektorem był inż. Henryk Kowalski. Początkowo jej siedziba mieściła się przy ul. Miodowej 22, a następnie przeniesiono ją na plac Napoleona 10.
Stopniowo zwiększała się liczba uczniów, wykładowców, następowały zmiany organizacyjne. W latach 1932–1939 zajęcia odbywały się przy ul. Nowogrodzkiej. Szkoła prowadziła działalność oświatową pod nazwą „Państwowego Liceum Telekomunikacyjnego”, później „Państwowej Szkoły Teletechnicznej”. W 1937 r. Technikum stało się średnią szkołą zawodową i nosiło nazwę „Państwowego Liceum Telekomunikacyjnego”. Kształciła się w nim młodzież z całej Polski.
Po wybuchu II wojny światowej Liceum Telekomunikacyjne zlokalizowano na terenie zamkniętej przez Niemców Politechniki. Szkoła jednak nie przerwała działalności. Kształcono specjalistów dla odbudowy zniszczonej Polski, a także do zadań konspiracji. W dokonanym 1 lutego 1944 zamachu na dowódcę SS i Policji na dystrykt warszawski Generalnego Gubernatorstwa Franza Kutscherę zginął absolwent szkoły Zbigniew Gęsicki ps. „Juno”. W tej akcji brał także udział także drugi absolwent Liceum Telekomunikacyjnego, Bronisław Hellwig ps. „Bruno”.
Tragiczny los spotkał również profesorów, np. Roman Trechciński został rozstrzelany w Politechnice podczas powstania warszawskiego.
Po zakończeniu wojny szkoła wznowiła działalność. Jej siedziba mieściła się kolejno przy ul. Ratuszowej, Nowogrodzkiej i Poznańskiej. Pierwsi uczniowie pojawili się więc w jej murach już 1.06.1945 roku.

### Kalendarium
- 1921 – zostało utworzona Szkoła Techniczna (ul. Miodowa 22),
- 1932–1939 – zajęcia odbywały się przy ul. Nowogrodzkiej
- 1945 – w wyzwolonej Warszawie wznowiło pracę Państwowe Liceum Telekomunikacyjne (przy ul. Nowogrodzkiej),
- 1954 – Rozpoczęło pracę Technikum Łączności Nr 1
- 1959 – siedzibą Technikum i Zasadniczej Szkoły Łączności był budynek przy ul. Poznańskiej
- 1963 – szkoła uzyskała swoją obecną siedzibę na Saskiej Kępie

Placówka na Saskiej Kępie została nazwana „Zespół Szkół Zawodowych Nr 2”, obejmowała:
- Technikum Łączności Nr 1 (obecnie – im. prof. Janusza Groszkowskiego),
- Zasadniczą Szkołę Łączności,
- Państwową Szkołę Techniczną.

W następnych latach rozpoczęły działalność: Technikum Łączności dla Pracujących i Technikum Zaoczne.
- 1972/73 – placówka oświatowa zmieniła nazwę na „Zespół Szkół Łączności”.
- 1987 – Szkoła otrzymuje sztandar oraz imię wybitnego polskiego elektronika prof. Janusza Groszkowskiego.
- 1995 – zostało powołane Liceum Ogólnokształcące, a od września tego roku uruchomiono 2 oddziały o profilu ogólnym z obowiązkowymi językami: angielskim i rosyjskim,
- 1998 – Liceum otrzymało imię Agnieszki Osieckiej,
- 1999 – w ramach reformy oświaty w Zespole Szkół Łączności utworzono nową szkołę: Policealne Studium Łączności.
- 2002 – Szkoła zmieniła nazwę na Zespół Szkół Nr 37 im. Agnieszki Osieckiej.
- 2019 – Szkoła powróciła do dawnej nazwy „Zespół Szkół Łączności w Warszawie”

## Absolwenci
Wśród absolwentów szkoły są m.in.:
- uczestnicy zamachu na Kutscherę: Zbigniew Gęsicki, Bronisław Hellwig
- naukowcy, autorzy podręczników: Krzysztof Badźmirowski, Tadeusz Morawski
- redaktorzy telewizyjni: Andrzej Kurek
- aktor Grzegorz Gierak

Osobny rozdział stanowią sukcesy sportowców szkoły. W lutym 1968 r. po raz pierwszy zorganizowano w zespole klasy sportowe.
- Jacek Wszoła (zdobył złoty medal na Olimpiadzie w Montrealu (1976), oraz srebrny medal w Moskwie (1980), a także ustanowił rekord świata w skoku wzwyż),
- Tomasz Jędrusik (uczestnik Olimpiady w Seulu (1988) – zasłynął jako mistrz świata juniorów w biegu na 400 m.),
- Kajetan Broniewski (zdobywca V miejsca w Seulu i brązowego medalu w Barcelonie (1992) w wioślarstwie, były wicemistrz świata w tej dyscyplinie),
- Stanisław Jaskułka (piąty skoczek w dal na Olimpiadzie w Moskwie),
- Jerzy Wieczorek (brązowy medalista juniorów na Mistrzostwach Europy w biegu na 100 m.),
- Romuald Giegiel (wielokrotny reprezentant Polski, ustanowił rekord Polski na 110 m. przez płotki),
- Marcin Brzeziński (wioślarz, medalista mistrzostw Europy),
- Michał Krokosz – hokeista
- Łukasz Bułanowski – hokeista.